# Alexandre Moline de Saint-Yon
Pour les articles homonymes, voir Saint-Yon.
Alexandre Moline de Saint-Yon (ou chevalier Alexandre Pierre Moline de Saint-Yon), né le 29 juin 1786 à Lyon et mort le 17 novembre 1870 à Bordeaux, est un militaire, écrivain et homme politique français, ministre de la Guerre sous la monarchie de Juillet.

## Biographie
Il est le fils d'Honoré Moline de Saint-Yon et de Gabrielle Antoinette Rivoire.
Il sort en 1805 de l'École militaire de Fontainebleau avec le grade de sous-lieutenant. Il fait la campagne de Prusse en 1806-1807, devient lieutenant en 1807 avant d'être envoyé en Espagne sous les ordres du maréchal Soult. Il devient capitaine en 1809 et élevé à la dignité de chevalier de l'Empire le 11 juin 1810. Il est blessé à Saint-Jean-de-Luz (1813), est promu chef d'escadron et rentre en France avec Soult. Officier d'ordonnance de Napoléon Ier durant la campagne de France, il participe aux batailles de Ligny et de Waterloo (1815).

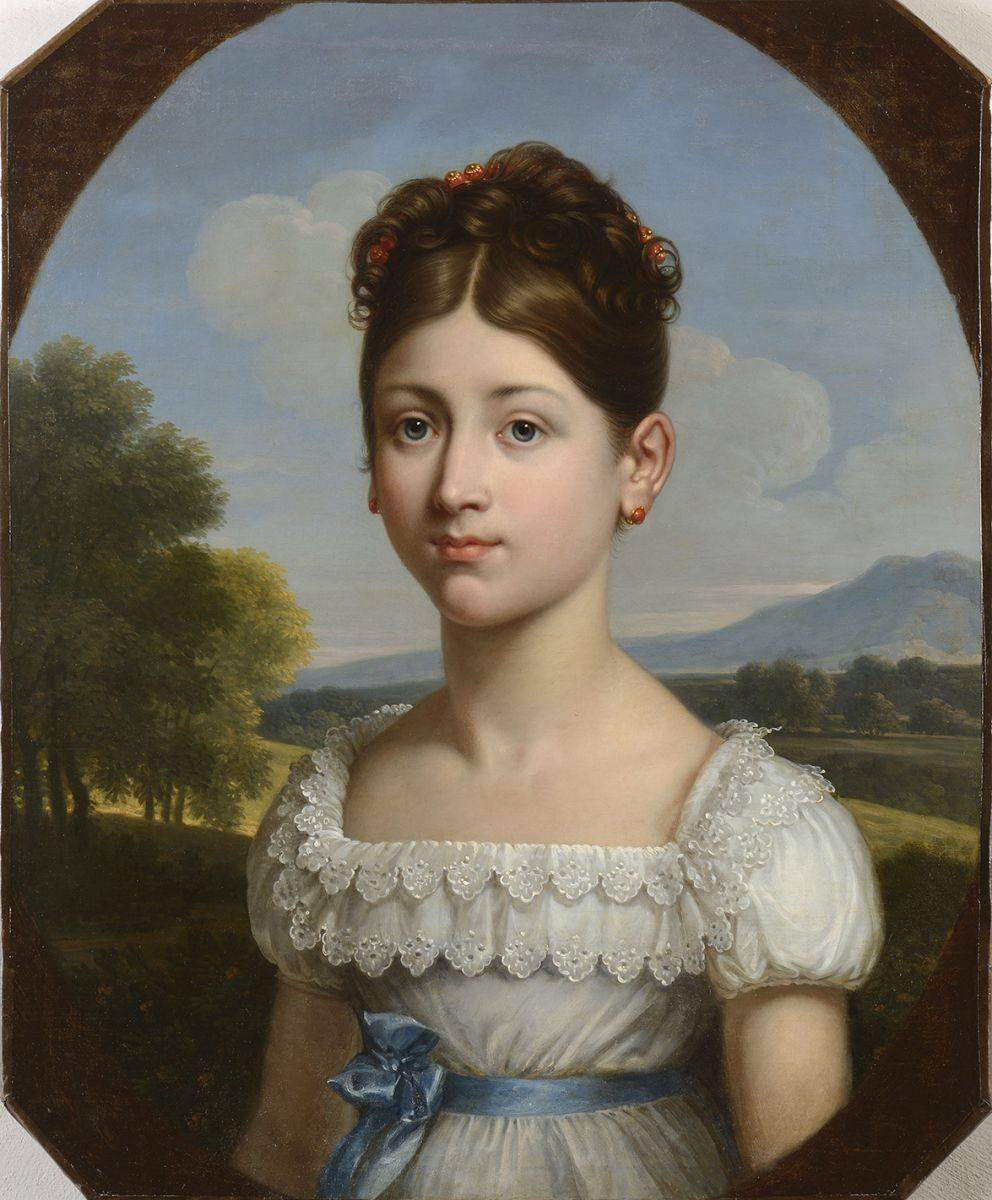
Portrait de Caroline Scitivaux par François-Xavier Fabre, Montpellier, musée Fabre.

Mis en demi-solde par la Seconde Restauration, il épouse en 1820 Caroline Scitivaux (1800-1882), fille du payeur général de la Seine Charles Sébastien Scitivaux. Il se consacre à la littérature et donne sans les signer Ipsiboë (1824), opéra représenté à l'Académie royale de musique, Mathilde ou les Croisades, François Ier à Chambord (1830, en collaboration avec G. du Fougeroux), Les Époux indiscrets (1829), opéra-comique représenté au Théâtre Feydeau, Les Amours de Charles II, comédie en 5 actes et en vers.
Il reprend du service sous la monarchie de Juillet : il devient lieutenant-colonel (1830) puis colonel (1831), maréchal de camp (1835), lieutenant-général (1844), directeur du personnel et des opérations au ministère de la Guerre, grand officier de la Légion d'honneur (7 novembre 1845), pair de France (10 novembre 1845) et, le même jour, ministre de la Guerre dans le troisième ministère Soult. Il reste en place jusqu'au remaniement ministériel du 9 mai 1847 et est remplacé par le général Trézel.
Après la chute de Louis-Philippe en février 1848, il est mis d'office à la retraite comme général de division (8 juin 1848) et cesse toute activité politique.

## Œuvres
- Ipsiboë, opéra en 4 actes, musique de Rodolphe Kreutzer, représenté à l'Académie royale de musique le 31 mars 1824
- Mathilde ou les Croisades, opéra
- Les Époux indiscrets, opéra-comique représenté au Théâtre Feydeau, 1829
- François Ier à Chambord, opéra en 2 actes, en collaboration avec G. du Fougeroux), musique de Genestet, représenté à l'Académie royale de musique le 15 mars 1830
- Les Amours de Charles II, comédie en 5 actes et en vers
- Fragment de l'histoire militaire de la France : guerres de religion, de 1585 à 1590, rédigées d'après les documents recueillis et discutés avec soin par le comité d'état-major, Paris, Anselin, 1834, in-8 (Extrait du Spectateur militaire)
- Notice historique sur le prince Eugène, duc de Leuchtenberg, Paris, Impr. de Crapelet, 1838, in-8 (Extrait du Plutarque français, publié par M. Ed. Mennechet)
- Les Deux Mina, chronique espagnole du dix-neuvième siècle, Paris, Berquet et Pétion, 1840, 3 vol. in-8
- Histoire des comtes de Toulouse, Paries, Arthus Bertrand, 1859-1861 (lire en ligne)

Il a publié en outre un grand nombre d'articles dans des recueils et journaux militaires.